# 립 싱크 배틀 필리핀
《립 싱크 배틀 필리핀》(영어: Lip Sync Battle Philippines)는 필리핀의 음악 리얼리티 텔레비전 프로그램이다.